# طيباريوس كلاوديوس نيرون
طيباريوس كلاوديوس نيرون (باللاتينية: Tiberius Claudius Nero) هو سياسي ونبيل روماني عاش في القرن الأول قبل الميلاد. هو أول زوج للإمبراطورة ليفيا دروسيلا ووالد الإمبراطور طيباريوس والقائد العسكري نيرون كلاوديوس دروسوس وجد الإمبراطور كلوديوس والقائد العسكري جيرمانيكوس. في سنة 38 ق م اجبره الإمبراطور اغسطس قيصر على تطليق زوجته ليفيا لكي يتزوج أغسطس بها. بعد زواج أغسطس بها، قام بتنبي ابنيه طيباريوس ونيرون. كان في البداية أحد قادة جيش يوليوس قيصر.

## حياته
بعد اغتيال يوليوس قيصر أيد مغتاليه واقترح وسمهم نتيجة جهودهم. لكن بسبب علاقته مع عائلة القيصر ابقي عليه. أثناء صراع أغسطس ومارك أنطوني، أيد مارك أنطوني وهرب هو وزوجته من روما. بعد نهاية صراع أغسطس ومارك أنطوني عاد إلى روما وهناك رأى أغسطس زوجته ليفيا وأعجب به. فأجبره على تطليقها ليقوم هو بالزواج بها بينما كانت حامل لثلاثة أشهر من ابنها الثاني. أغسطس أيضاً قام بتطليق زوجته سكريبونيا لكي يتزوج بها. وعلى الرغم من الطلاق الا أنه أغسطس سمح له بالتواصل مع اولاده والعيش معه إلى ان توفي في سنة 33 ق م.